# Lepadella xenica
Lepadella xenica är en hjuldjursart som beskrevs av Myers 1934. Lepadella xenica ingår i släktet Lepadella och familjen Lepadellidae. Inga underarter finns listade i Catalogue of Life.